# Ceryx elasson
Ceryx elasson là một loài bướm đêm thuộc phân họ Arctiinae, họ Erebidae.